# Championnats d'Amérique du Nord de patinage artistique 1929
Navigation
Édition précédente Édition suivante
Les 4e championnats d'Amérique du Nord de patinage artistique ont lieu les 4 et 5 mars 1929 à Boston dans l'État du Massachusetts aux États-Unis. C'est la deuxième fois que Boston organise les championnats nord-américains après l'édition de 1925.
Trois épreuves y sont organisées: messieurs, dames et couples artistiques. La catégorie des quartettes est absente pour la troisième édition consécutive.

## Podiums
| Épreuves                      | Or                                   | Argent                                   | Bronze                             |
| ----------------------------- | ------------------------------------ | ---------------------------------------- | ---------------------------------- |
| Messieurs résultats détaillés | Montgomery Wilson                    | Roger Turner                             | Frederick Goodridge                |
| Dames résultats détaillés     | Constance Wilson                     | Maribel Vinson                           | Suzanne Davis                      |
| Couples résultats détaillés   | Constance Wilson / Montgomery Wilson | Theresa Weld-Blanchard / Nathaniel Niles | Maribel Vinson / Thornton Coolidge |

## Tableau des médailles
| Rang  | Nation     | Or | Argent | Bronze | Total |
| ----- | ---------- | -- | ------ | ------ | ----- |
| 1     | Canada     | 3  | 0      | 0      | 3     |
| 2     | États-Unis | 0  | 3      | 3      | 6     |
| Total | Total      | 3  | 3      | 3      | 9     |

## Détails des compétitions

### Messieurs
| Rang | Nom                 | Pays       |
| ---- | ------------------- | ---------- |
| 1    | Montgomery Wilson   | Canada     |
| 2    | Roger Turner        | États-Unis |
| 3    | Frederick Goodridge | États-Unis |
| 4    | James Lester Madden | États-Unis |

### Dames
| Rang | Nom              | Pays       |
| ---- | ---------------- | ---------- |
| 1    | Constance Wilson | Canada     |
| 2    | Maribel Vinson   | États-Unis |
| 3    | Suzanne Davis    | États-Unis |

### Couples
| Rang | Nom                                      | Pays       |
| ---- | ---------------------------------------- | ---------- |
| 1    | Constance Wilson / Montgomery Wilson     | Canada     |
| 2    | Theresa Weld-Blanchard / Nathaniel Niles | États-Unis |
| 3    | Maribel Vinson / Thornton Coolidge       | États-Unis |
| 4    | Dorothy Weld / Richard L. Hapgood        | États-Unis |